# Viggo Andersen
Viggo "Gokke" Andersen (senere Djernum; 1904-1985) var en dansk atlet.
Andersen var medlem af Københavns IF fra 1928, og før det var han i Thisted Idrætsklub. Han kom 1928 til København for at arbejde som politiassistent. Han vandt tre danske mesterskaber i hammerkast.

## Danske mesterskaber
- Bronze 1935 Hammerkast 44,67
- Guld 1934 Hammerkast 45,01
- Guld 1933 Hammerkast 45,34
- Sølv 1932 Hammerkast 44,34
- Sølv 1932 Vægtkast 13,25
- Sølv 1930 Hammerkast 44,20
- Guld 1929 Hammerkast 44,61

## Personlig rekord
- Hammerkast: 47,91 1934
- Vægtkast: 15,25 1932